# Tadeusz Wiśniewski (1913–2014)
Tadeusz Ludwik Wiśniewski (ur. 20 lipca 1913 w Chicago, zm. 3 września 2014 w Słupcy) – polski nauczyciel oraz działacz społeczny i polityczny, poseł na Sejm PRL V kadencji (1969–1972).

## Życiorys
Syn Franciszka i Ludwiki. Po przybyciu do Polski ukończył Państwowe Seminarium Nauczycielskie w Słupcy oraz podjął studia na Akademii Handlowej w Poznaniu, które przerwał na skutek wybuchu II wojny światowej (uczestniczył w wojnie obronnej Polski), jednak został absolwentem uczelni. W latach 1944–1945 walczył w ludowym Wojsku Polskim. Po zakończeniu wojny podjął pracę nauczyciela w Technikum Ekonomicznym w Słupcy (w 1960 został dyrektorem placówki). Od 1945 działał w Stronnictwie Demokratycznym, które w 1969 rekomendowało go na posła do Sejmu PRL V kadencji (mandat sprawował z okręgu Gniezno). Zasiadał w Komisji Oświaty i Nauki, a także Planu Gospodarczego, Budżetu i Finansów.
W ostatnich latach życia dalej mieszkał w Słupcy, zajmując się m.in. upamiętnianiem lokalnych uczestników działań wojennych XX wieku oraz ofiar represji. W 1999 za działalność pedagogiczną i społeczną został odznaczony Herbową Tarczą Słupcy, posiadał także odznakę „Zasłużony dla Powiatu Słupeckiego”. Zmarł 3 września 2014, w wieku 101 lat. Miał żonę Barbarę. Został pochowany w Słupcy.

## Odznaczenia państwowe
- Srebrny Krzyż Zasługi (1957)
- Medal 10-lecia Polski Ludowej (1956)
- Odznaka 1000-lecia Państwa Polskiego[4]
- Medal za Długoletnie Pożycie Małżeńskie (1997)[5]